# Tetragnatha cylindracea
Tetragnatha cylindracea är en spindelart som först beskrevs av Eugen von Keyserling 1887.  Tetragnatha cylindracea ingår i släktet sträckkäkspindlar, och familjen käkspindlar. Inga underarter finns listade i Catalogue of Life.